# Таємне одруження (опера)
«Таємне одруження» (італ. Il matrimonio segreto) — опера на 2 дії італійського композитора Доменіко Чімарози на лібрето Джовані Бертаті за однойменною комедією Джорджа Колмана та Девіда Гарріка. 
Прем'єра опери відбулася в присутності Леопольда II 7 лютого 1792 в Бурґтеатрі.

## Історія опери
Це єдина робота Чімарози, яка є успішною досі. Вважається, що «Таємне одруження» є найкращою оперою-буфа XVIII століття, якщо не брати до уваги опери Моцарта. Леопольд II був настільки вражений оперою, що відразу після прем'єри виявив бажання подивитися її ще раз, тому для нього оперу показали два рази поспіль.
Прем'єра опери в Італії відбулася 17 лютого 1793 року в оперному театрі Ла Скала. Роль Кароліни виконала Марія Ґадзотті, а роль Паоліно – Вінченцо Дель Моро. Іспанська прем'єра відбулася 23 травня 1793 року в Головному театрі (ісп. Teatre Principal). Англія вперше побачила оперу 11 січня 1794 року в Театрі Її Величності. 6 серпня 1794 року прем'єра опери в Португалії відбулася на сцені Театру святого Карлуша.
У США прем'єра відбулася 8 січня 1834 року в оперному театрі, який нині називається «Музична академія» (англ. Academy of Music). Метрополітен-опера представила оперу на своїй сцені в 25 лютого 1937 року.

## Дійові особи
- Кароліна (сопрано)
- Елізетта (сопрано чи мецо-сопрано)
- Фідальма (мецо-сопрано)
- Паоліно (тенор)
- Джеронімо (бас)
- Робінсон (бас)

## Лібрето
Джеронімо є достатньо багатим жителем Болоньї. Його доньки, Елізетта та Кароліна, піклуються про господарство. Також в нього є секретар Паоліно, таємно одружений з Кароліною.

### Перша дія
Паоліно працює над тим, щоб організувати шлюбний контракт між Елізеттою та графом Робінсоном, сподіваючись, що як тільки старша дочка Джеронімо одружиться, то його шлюб з Кароліною буде прийнятним для її батька. Робінсон написав лист, в якому виражав інтерес, його зацікавив посаг Елізетти. Джеронімо передчасно радіє, адже думає, що його дочка стане гафинею, якщо одружиться з Робінсоном. Фідальма зізнається племінниці, що вона теж закохана, але лише потайки зізнається, що її цікавить Паоліно.
Коли граф приїжджає, він розчаровано виявляє, що з ним одружується не Кароліна. Робінсон каже Паоліно, що він буде задоволений меншим посагом. Кароліна не наважується сказати графу, що вона одружена, тому, коли вона визнає, що не має коханця, це зацікавлює його ще більше. Вона намагається переконати його, що не має бажання бути графинею, але він продовжує переслідувати її. Елізетта звинувачує Паоліно та Робінсона у зраді. Ґвалт приваблює Фідальму, який стає на бік Кароліни, намагаючись заспокоїти Елізетту. Кожен намагається одразу пояснити свої почуття розгубленому та роздратованому Джеронімо.

### Друга дія
Джеронімо наполягає на тому, що граф повинен виконати обіцянку і одружитися з Елізеттою, але граф відмовляється. Коли він каже, що згоден прийняти менший посаг і одружитися з Кароліною, Джеронімо задоволений пропозицією, але вибір за самою Кароліною.
Розгублений Паоліно кидається до Фідальми, але приголомшений тим, що вона сподівається одружитися з ним. Паоліно непритомніє, але Фідальма гадає, що це від його почуттів до неї. Кароліна відчуває себе зрадженою. Паоліно обіцяє, що вони залишать будинок на світанку і підуть до будинку родичів.
Граф розповідає Елізетті про всі його шкідливі звички та фізичні вади, сподіваючись, що вона покине його, але вона цього не робить. Граф, нарешті, зізнається, що не може терпіти її. Джеронімо теж не може її переконати. Фідальма пропонує відправити Кароліну до монастиря, Джеронімо погоджується. Кароліна розбита і намагається зізнатися графу, але з'являється її сестра, тітка та батько, раді, що спіймали їх на гарячому. Джеронімо відправляє Паоліно з листом до матері-настоятельки.
Паоліно та Кароліна нарешті зізнаються, що вони одружені вже два місяці. Джеронімо і Фідальма розлючені, але граф і Елізетта радять їм пробачити молодятам, додавши, що вони також одружаться.